# Pecsenke József

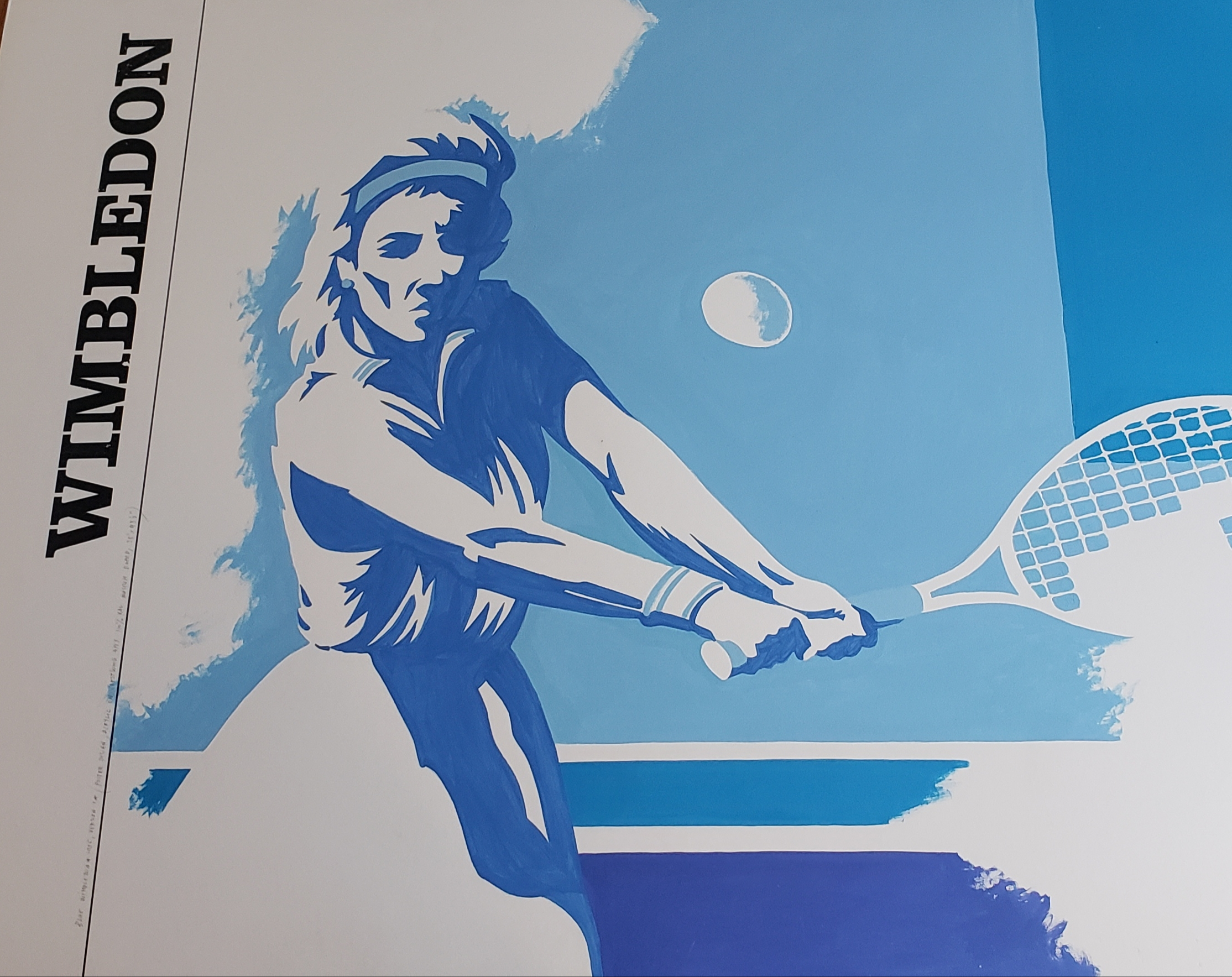
"Wimbledon 1985" Version I in blue acrylic

Pecsenke József (Teljes nevén: Pecsenke József Sándor, külföldön: Joseph Alexander Pecsenke, Joe A. Pecsenke, Giuseppe Pecsenke, Budapest, 1942. február 19. – Svédország, 1989. december 31.) grafikus- és festőművész, több híres magyar filmben színész.

## Élete
A budapesti Képző- és Iparművészeti Gimnáziumban (1956-1960) végzett. Itt ismerkedett meg barátjával, művésztársával Schmal Károllyal és más később szintén nevessé vált művészekkel. Tanulmányait 1960-1967 között a budapesti Képzőművészeti Főiskolán folytatta. Mesterei Basilides Sándor, majd Konecsni György és Hornyánszky Gyula voltak.
Plakátokat, lemez és könyvborítókat tervezett, naptárakat és különféle irodalmi művet illusztrált.
1965-1971 között a magyarországi grafikai biennálékon állított ki. De más európai országokban, valamint az Egyesült Államokban és Kanadában is bemutatta műveit. 1969-ben az egy kiállítás erejéig szerveződött, Konecsni tanítványokból alakult Quintett csoport tagja (Bakos István, Molnár Kálmán, Schmal Károly és Simonyi Emőke mellett).
(Első felesége Simonyi Emőke volt.)
1967-től több ismert és híres magyar filmben szerepelt, főleg Bacsó Péter és Jancsó Miklós filmjeiben. Ezek egy részéhez a filmplakátokat is ő tervezte.
1971-től az Egyesült Államokban telepedett le, ahol továbbra is alkalmazott grafikával, festészettel továbbá rézkarccal, mozaikkal és murális festészettel foglalkozott.
1982-ben Budapesten részt vett a külföldön élő magyar származású művészek kiállításán.
New Yorkban született lánya Natali.
Svédországban autóbaleset áldozat lett. A budapesti Farkasréti temetőben nyugszik

## Filmszerepei
- Nyár a hegyen (1967) ... Komora, festő
- Falak (1968) ... Benkő munkatársa
- A Hamis Izabella (1968) ... Nyomozó
- Fejlövés (1968) ... Pityu
- Fényes szelek (1969) ... A kollégiumi szövetség vezetője
- Az oroszlán ugrani készül (1969) ... Dudi
- Sirokkó (1969) ... Szövetséges tiszt
- A tanú (1969) ... Bástya elvtárs testőre
- Gyula vitéz télen-nyáron (1970) ... Béla
- Kitörés (1971) ... Technikus
- Agnus dei (1971) ... Fehérkesztyűs

## Filmplakát
- Minden dalom a tiéd (1967), olasz vígjáték
- Falak (1968)
- Fejlövés (1968)
- Az oroszlán ugrani készül (1969)
- A tanú (1969)
- N.N., a halál angyala (1970)
- A börtönőr (1971), csehszlovák filmdráma
- Kitörés (1971)
- A halál erődje (japán film, 1969)[5] (1971)

## Könyv címlaptervek, illusztrációk
- Jurij Zbanackij: Egyetlenem, Kossuth Könyvkiadó, Budapest, 1964
- Jerzy Andrzejewski: Nagyhét Varsóban, Kossuth Könyvkiadó, Budapest, 1966
- Erdődy János: Bocskorosok, Kossuth Könyvkiadó, Budapest, 1966

## Néhány festménye
- Steel Worker
- Wimbledon
- The Ball goes from left to right
- Newport jazz
- Hyde Park
- God Created Women

## Néhány grafikája
- Commedia dell'Arte sorozata
- Zeneszerzők sorozata (Stravinski, Mozart, Beethoven, Verdi, ...)